# الأوتار الذهبية
الأوتار الذهبية (اليابانية: 金色のコルダ كينيرو لا كورودا) هي عبارة عن سلسلة من ألعاب الفيديو اليابانية تستهدف جمهور الإناث ضمن سلسلة كوهي نيورومانس التي أصدرتها شركة كويي. ويأتي هذا العنوان من الإيطالي "La corda d'oro".
تم إصدار نسخة من القصة، التي قد نشرت على حلقات في مجلة لالا، إلى مانغا بنفس الاسم من قبل مصمم شخصيات ألعاب الفيديو، يوكي كور. وتم بثه للمرة الأولى على شاشة تلفزيون طوكيو من أكتوبر 2006 إلى مارس 2007 بعنوان لا كوردا دورو: بريمو باسو. كما تم بثه أيضا على أنيماكس. ومن ثم بثها من خلال شبكات التلفزيون في جميع أنحاء العالم، بما في ذلك هونغ كونغ وتايوان، وترجمت أيضا وتم دبلجتها باللغة الإنجليزية لجنوب شرق آسيا وجنوب آسيا، ومناطق أخرى.
حصلت شركة سينتاى فيلموركس على حقوق نشر هذة السلسلة في أمريكا الشمالية، وقد نشر نصفين من هذا موسم، والتي بدورها تبثها عبر الإنترنت. الحلقة الأولى من الحلقتان الخاصتان تم بثها من قبل محطة الاطفال في 26 مارس 2009، بعنوان لا كوردا دورو: ثيندو باسو، ولكن ينتهي الموسم تَرْكًا الجمهور في تشويق. تهدف باسوالثانية إلى تعزيز ألعاب الفيديو.

## القصة
كاهوكو هينو طالبة في قسم التعليم العام في أكاديمية سيسو. في يوما ما تلتقي ليلي، جني موسيقي، الذي يعطيها كمانا سحريا ويشترك لها في المسابقة الموسيقية السنوية. ترفض كاهوكو في البداية، إلا أن ليلى يضغط عليها حتى تقبل الاتفاق والمشركة في المسابقة. ومن خلال عزفها، تدرك كاهوكو أنها يمكنها أن تلعب أي قطعة موسيقية، طالما أنها تعرف اللحن وتعزفه بالقلبها. مع استمرار المنافسة، تصبح أكثر تعلق بزمائلاها الذين يتنافس معهم.

## الشخصيات
- كاهوكو هينو (日野 香穂子 Hino Kahoko)

قام بتأدية الصوت ريكو تاكاغي.
هينو هي بطلة هذه السلسلة. وهي طالبة في السنة الثانية في أكاديمية سيسو وهي في قسم التعليم العام. لديها شخصية ودودة وطيبة، تراعي مشاعر الاخرين وهو ما يظهر من الطريقة التي تعزف بها الكمان. تعيش مع والدتها وشقيقتها الأكبر سنا وشقيقها الأصغر، ولكن لا تعرف شئ عن والدها. تعيش في حالة من الفتور. في يوم يعطيها ليلى، جني المدرسة، كمان لكونها قادرا على رؤيته. في البداية رفضته وكانت عصبية جدا، ولكن في وقت لاحق تكتشف حبها للكمان بمساعدة من الشخصيات الأخرى. كما أنها ساعدت على تغير حياة الآخرين مثل لين تسوكيموري عندما ساعدته في تعليمه أن الموسيقى هي من القلب وليس الموهبة فقط، أو مساعدة شيميزو كييشي للعثور على «قطعته الموسيقية». قبل دخولها للمسابقة لم تكن تعرف شئ عن الموسيقى.
- لين تسوكيموري (月森 蓮 Tsukimori Ren)

قام بتأدية الصوت كيشو تانياما.
هو طالب في السنة الثانية في قسم الموسيقى. يملك شخصيته مغرورة ومتكبرة. لا يحب التدخل في شؤون الآخرين. يعزف الكمان منذ الصغر. والدته عازفة بيانو مشهورة، والده عازف كمان، وكلاهما يعتقد أن الموسيقى يجب أن تكون من القلب، ولكن لين لم يفهم هذه العبارة، حتى التقى بهينو وقع في حبها. وتأكد منه عندما قالت له هينو أن الموسيقى تنبع من القلب ولا تعتمد على الموهبة فقط. كان قلقان عليها، وخصوصا عندماأصيبت يدها في محاولة لمساعدته.قص لين عليها كيف أنه فقد حركة أصابعه تقريبا مما جعل من المستحيل عليه عزف الكمان وهذا الشيء لا ينبغي أن يحدث لها. هو مثل الأخا الكبيرا لها ينتقدها، ويعلمها ما هو عالم الموسيقى. كما ساعدهاعندما كسر الكمان السحرية الخاص بها.
- أزوما يونوكي (柚木 梓馬 Yunoki Azuma)

قام بتأدية الصوت دايسكي كيشيو.
طالب في السنة الثالثة من القسم الموسيقى يعزف على الناي وهو محبوب من جميع الفتيات الاكاديمية بسبب وسامته وطيبته مع الناس. يخشى جدته حتى يفعل كل ما يأمر به، بما في ذلك تغيير آلته. لعب البيانو قبل قبل ان يتخصص في الناي. كان أفضل صديق لكازوكي ويدعمه في كل ما يفعل. في أنيمي والمانغا يكشف أزوما حقيقيه لهينو التي يخفيها عن أي شخص آخر، حتى أفضل صديق له، كازوكي هيهارا. وينجذب أيضا إلى هينو. حتى انه يلعب لها أغنية كوسيلة للتعبير عن مشاعره.
- ريوتارو تسوشيورا (土浦 梁太郎 Tsuchiura Ryōtarō)

قام بتأدية الصوت كينتارو إيتو  وأيومي تسونيماتسو (تسوشيورا الشاب).
طالب في السنة الثانية من قسم التعليم العام. يلعب كرة القدم وتخصصه هو البيانو. وهو يساعد دائما هينو، لأنها كانت السبب في أنه عاد للعزف على البيانو مرة أخرى. ريوتارو، مثل هينو، هو واضح جدا وصادق وعادة ما يقول بالضبط ما يفكر به، مما يسبب له مشاكل بعض الشئ، لكنه أيضا يلقي المحبة والرعا. وهو مثل شقيقه الأكبر الذي يظهر مشاعره من خلال البيانو، كما هو الحال عندما اختار أغنية شوبان لإظهار إحباطه لعدم قدرته على مساعدة هينو. في صراع مع لين. لديه أيضا مشاعر لهينو.
- كييشي شيميزو (志水 桂一 Shimizu Keiichi)

قام بتأدية الصوت جون فوكوياما.
طالب السنة 1 من القسم الموسيقي تخصصه التشيلو. لديه عيون ملائكة ويحب النوم. يدور عالمه حول التشيلو، ويقول لهينو أن جدوله الرئيسي هو «النوم، والاستيقاظ، ولعب التشيلو، والنوم مرة أخرى». بخلاف ذلك يذهب إلى المكتبة. ويسمى «الجمال النائم» لحبه للنوم ووجهه الجميل. وهو صديق مقرب لهينو حيث قامت بمساعدته في العثور على «قطعته الموسيقية». وكثيرا ما يكشف عن أسراره التي لا يشاركها مع الآخرين لهينو. كما قال لها أنه عندما يرى شخصا على خشبة المسرح، فانه يسأل نفسه لماذا تبدو موسيقاه مختلفة.
- كازوكي هيهارا (火原 和樹 Hihara Kazuki)

قام بتأدية الصوت ماساكازو موريتا.
وهو طالب في الصف الثالث من القسم الموسيقى. أفضل صديق لأزوما، ويدعمه في كل ما يفعله. تخصصه هو البوق. يمتلك شخصية حيوية وصاخبة، ويحب أن يأكل أي شيء. لديه شقيق تعرفه هينو عندما كانو يلعبون كرة السلة في حديقة.اكتشاف لأول مرة البوق عندما كانت فتاة تتدرب على سطح المدرسة وقرر أن يجربه. هو واقع حب هينو وأكتشف هذا عندما سقط وأصيب مرفقه وذهبت هينو لمساعدته على الرغم من ذلك انه لم يعترف بهذا. كما ذهب هيهارا إلى إنقاذ هينو عندما نسيت مذكرات "جافوت". هو يمثل شخصية الأخ الأصغر.
- شوكو فويومي (冬海 笙子 Fuyuumi Shōko)

قام بتأدية الصوت Akemi Satō
هي طالبة في السنة الأولى من قسم الموسيقى. هي خجولة جدا ومعجبة كثيرا بهينو وبمساعدة هينو تتغلب علي خجلها على خشبة المسرح. تخصصها هو آلة الكلارينيت وأيضا يمكنها لعب البيانو. لا تحب الأصوات الصاخبة.
- ناو كوباياشي (小林 直 Kobayashi Nao) وميو تاكاتو (高遠 美緒 Takatō Mio)

قام بتأدية الصوت إيري ناكاو وساتومي أراي.
هم أفضل أصدقاء هينو. يساعدوها عندما تكون مضطربة، ويؤمنون بها وبقدراتها.
- ليلي (リリ Riri).

قام بتأدية الصوت كاوري ميزوهاشي.
هي جني الذي أعطى هينو الكمان السحري. قليل جدا من الناس هم القادرين على رؤيته. وتبين أن مدير المدرسة، أكيهيكو كيرا، ويمكن له أيضا رؤية ليلي.

## وصلات خارجية
- La Corda d'Oro: Primo Passo @ TV Tokyo (باليابانية)
- Kin'iro no Corda: Primo Passo @ Gamecity.ne.jp (باليابانية)
- Kin'iro no Corda (game) @ Gamecity.ne.jp (باليابانية)
- Kin'iro no Corda (PSP game) @ Gamecity.ne.jp (باليابانية)
- Kin'iro no Corda 2 (PS2 game) @ Gamecity.ne.jp (باليابانية)
- Kin'iro no Corda 2 (PSP game) @ Gamecity.ne.jp (باليابانية)
- Kin'iro no Corda 3 @ Gamecity.ne.jp (باليابانية)
- La Corda d'Oro Blue Sky @ Nippon TV (باليابانية)